# Estado-Maior da Aeronáutica

A bandeira do Chefe do Estado-Maior da Aeronáutica.

O Estado-Maior da Aeronáutica conforme o artigo 5º do decreto º 11.237, de 18 de outubro de 2022 é o órgão da Força Aérea Brasileira responsável pelo planejamento e pela emissão de diretrizes que orientem o preparo e o emprego da Força Aérea, com vistas ao cumprimento da destinação constitucional da Aeronáutica.

## História
O Estado-Maior da Aeronáutica foi criado pelo decreto-lei nº 3.730, de 18 de outubro de 1941 e o artigo 7º do decreto federal  nº 60.521, de 31 de março de 1967, o definia como órgão do então Ministério da Aeronáutica que tem por finalidade a previsão, a concepção, o planejamento, a coordenação a supervisão e a orientação geral das atividades do Ministério. Sua estruturação atual é definida pelo decreto federal nº 11.237, de 18 de outubro de 2022. Sobre o nome oficial o parágrafo único do artigo 2º do regulamento criado pelo decreto nº 64.283, de 31 de março de 1969 diz que o Estado-Maior da Aeronáutica e, também o Estado-Maior da Força Aérea Brasileira.

## Competências
Definidas no decreto nº 64.283, de 31 de março de 1969: 
- O estudo e a proposta das bases para a definição da Política, da Estratégia e da Doutrina Aeroespacial Nacional, em seus aspectos militares e civil;
- O estudo e a proposta das bases para a definição da Política Aeroespacial Nacional que vise ao desenvolvimento, ao fortalecimento, à integração, e ao emprego do Poder Aeroespacial;
- O estudo e a proposta dos critérios de prioridade para a consecução dos objetivos da Administração do Ministério;
- A elaboração e a proposta dos Planos e Programas, de âmbito geral, de responsabilidade do Ministério;
- A coordenação e a orientação geral das atividades do Ministério; e
- O estudo e o preparo de decisões sobre assuntos que lhe forem atribuídos pelo Ministro.

Definidas no decreto nº 11.237, de 18 de outubro de 2022:
- I - coordenar as ações que envolvam os órgãos de direção setorial;
- II - orientar, coordenar e controlar as atividades de planejamento, de orçamento e gestão e de modernização administrativa; e
- III - direcionar, monitorar e avaliar a sistemática de acompanhamento institucional do Comando da Aeronáutica.
- Parágrafo único.  O Estado-Maior da Aeronáutica interage com os órgãos centrais do Sistema de Planejamento e de Orçamento Federal e do Sistema de Organização e Inovação Institucional - Siorg do Governo Federal nos assuntos concernentes ao Comando da Aeronáutica.

## Lista de chefes do Estado-Maior da Aeronáutica
- João Tadeu Fiorentini, atual.[6]